# Anzoátegui
Anzoátegui (spanyolul: Estado Anzoátegui) Venezuela egyik szövetségi állama.

## Története
Nevét a venezuelai függetlenség hőséről, José Antonio Anzoáteguiról (1789–1819) kapta.

## Települések
Anzoátegui 21 községre van felosztva:
| Község                        | Községközpont       |
| ----------------------------- | ------------------- |
| Anaco                         | Anaco               |
| Aragua                        | Aragua de Barcelona |
| Diego Bautista Urbaneja       | Lechería            |
| Fernando Peñalver             | Puerto Píritu       |
| Francisco del Carmen Carvajal | Valle de Guanape    |
| Francisco de Miranda          | Pariaguán           |
| Guanipa                       | San José de Guanipa |
| Guanta                        | Guanta              |
| Independencia                 | Soledad             |
| José Gregorio Monagas         | Mapire              |
| Juan Antonio Sotillo          | Puerto la Cruz      |
| Juan Manuel Cajigal           | Onoto               |
| Libertad                      | San Mateo           |
| Manuel Ezequiel Bruzual       | Clarines            |
| Pedro María Freites           | Cantaura            |
| Píritu                        | Píritu              |
| San Juan de Capistrano        | Boca de Uchire      |
| Santa Ana                     | Santa Ana           |
| Simón Bolívar                 | Barcelona           |
| Simón Rodríguez               | El Tigre            |
| Sir Arthur McGregor           | El Chaparro         |